# بار دیگر، شهری که دوست می‌داشتم
بار دیگر شهری که دوست می‌داشتم کتابی نوشتهٔ نادر ابراهیمی، داستان‌نویس معاصر ایرانی است که از سال ۱۳۴۵ توسط نشر روزبهان منتشر شده می‌شود.
این کتاب شامل سه فصل، باران رؤیای پاییز، پنج نامه از ساحل چمخاله به ستاره‌آباد و پایان باران رؤیا است. این اثر از سوی مریم العطار به زبان عربی ترجمه شده‌است، تحت عنوان «مرة أخرى … المدينة التي أحب»، منشورات الهجان، ۲۰۱۹.

## خلاصه
هلیا دخترِ خان است و راوی داستان پسر کشاورزی که از کودکی هم‌بازی بوده‌اند. عاشق می‌شوند و تصمیم به ازدواج می‌گیرند اما خانواده‌هایشان مخالفت می‌کنند و در نهایت به چمخاله می‌گریزند و آنجا زندگی را از سر می‌گیرند.
هلیا دربرابر مشکلات دوام نمی‌آورد و درنهایت در جدال میان عقل و احساساتش، برخلاف راوی داستان، عقل بر عواطفش چیره شده و به زادگاهش بازمی‌گردد؛ درحالی‌که مرد داستان در ابتدا حاضر نیست تسلیم شود ولی سرانجام پس از ۱۱ سال دوری به شهرش بازمی‌گردد؛ به‌شهری که زمانی دوستش می‌داشت؛ به شهری که روزگاری از آنجا طرد شد.